# Psectrosema mamaevi
Psectrosema mamaevi är en tvåvingeart som beskrevs av Fedotova 1993. Psectrosema mamaevi ingår i släktet Psectrosema och familjen gallmyggor.
Artens utbredningsområde är Turkmenistan. Inga underarter finns listade i Catalogue of Life.